# Pabangbon
Pabangbon is een bestuurslaag in het regentschap Bogor van de provincie West-Java, Indonesië. Pabangbon telt 6279 inwoners (volkstelling 2010).